# Aljaksandr Kultjy
Aljaksandr Kultjy, född 1 november 1973 i Homel, är en belarusisk före detta fotbollsspelare.
Kultjy spelade 102 A-landskamper för Vitryssland. Han är med det ende person från Belarus som spelat fler än 100 landskamper.
På klubblagssidan fick han sitt genombrott hos MPKZ, med vilka han vann både vitryska ligan och cupen 1995/1996. Han gjorde hela 30 mål på 86 ligamatcher för MKPZ, vilket väckte Dynamo Moskvas intresse. Kultjy kom att spela för Dynamo Moskva 1997–1999. Därefter spelade han för en rad olika klubbar i Rysslands högsta och näst högsta division innan Kultjy 2013 avslutade karriären, då efter en kortare tid med Irtysj Pavlodar från Kazakstan.